# 1999년 태풍
1999년에는 4월 23일에 제1호 태풍 케이트가 발생한 것을 시작으로, 연말까지 총 22개의 태풍이 발생하였다. 평균적으로 1년 동안 태풍 발생 개수가 26.7개인 것과 비교하면 낮은 수치이다.
그리고 1999년까지는 미국 합동태풍경보센터에서 이름을 지었기 때문에, SSHS로 열대저기압인것은 이름을 붙이지 않았다.

## 통계
이 문서에서는 1999년에 발생한 태풍들의 활동에 대해 기록하였다.
1999년에는 4월 23일에 제1호 태풍 케이트가 발생한 것을 시작으로, 연말까지 총 22개의 태풍이 발생하였다. 평균적으로 1년 동안 태풍 발생 개수가 26.7개인 것과 비교하면 낮은 수치이다.

### 월별 태풍 발생 개수
1999년 기록과 30년 평균 기록의 비교
| -                              | 1월       | 2월       | 3월       | 4월       | 5월       | 6월       | 7월       | 8월        | 9월        | 10월       | 11월       | 12월       |
| ------------------------------ | --------- | --------- | --------- | --------- | --------- | --------- | --------- | ---------- | ---------- | ---------- | ---------- | ---------- |
| 1999년 (누적)                  | 0 (0)     | 0 (0)     | 0 (0)     | 2 (2)     | 0 (0)     | 1 (3)     | 4 (7)     | 6 (13)     | 6 (19)     | 2 (21)     | 1 (22)     | 0 (22)     |
| 30년 평균 1971년~2000년 (누적) | 0.5 (0.5) | 0.1 (0.6) | 0.4 (1.0) | 0.8 (1.8) | 1.0 (2.8) | 1.7 (4.5) | 4.0 (8.5) | 5.5 (14.0) | 5.0 (19.0) | 3.9 (22.9) | 2.5 (25.4) | 1.3 (26.7) |

## 활동한 태풍

### 제1호 태풍 케이트
필리핀 근해에서 발달한 태풍 케이트는 필리핀 남부에 최고 360mm의 비를 퍼부었고, 최전성기 세력으로 일본 이오 섬을 강타하였을 당시 1분최대풍속 26.4m/s, 순간최대풍속 35.0m/s를 기록하였다.

### 제2호 태풍 레오
필리핀 마닐라 서쪽 710km 해상에서 발달한 태풍 리오로 인해 상대적으로 거리가 먼 베트남 동부에 최고 130mm의 폭우가 내렸고 홍콩 근해에서는 높은 파도로 인해 선박 하나가 침몰하여 21명 가량이 구조되었으며, 최고 100mm 가량의 폭우가 내렸다. 또한 태풍 리오의 직접적인 타격을 입은 홍콩 와글란 섬에서 1분최대풍속 25.0m/s를 기록하기도 했으며, 홍콩 남부에서 14명 가량의 부상자가 발생하여 병원으로 이송되었다.

### 제7호 태풍 올가
태풍 올가(태풍번호: 9907, JTWC 지정 번호: 11W, 국제명: OLGA)는 1999년 8월 3일에 한반도를 강타한 태풍이다. 7월 31일부터 중부지방에 내린 집중호우로 피해가 엄청났을 때 북상했다. 특히, 제주도 서쪽 해안을 지나 서해안을 따라 북상하면서 제주도와 호남, 충남, 서울, 경기, 인천 등 대한민국 전역에 피해를 입혔다. 태풍 올가는 서해상을 관통한 뒤 북한 황해도에 상륙한 이후 북한 내륙을 관통해 4일 압록강 부근에서 소멸했다. 태풍 올가로 인해 경기도 동두천시에서 최고 697.8 mm의 강수량을 기록했고, 전라남도 완도군에서 순간 최대 풍속 46 m/s의 강풍이 기록되었다. 태풍 올가로 인해 67명이 사망 또는 실종되고 1조 490억 원의 재산 피해가 발생하였다.